# Rhomboceros barbata
Rhomboceros barbata är en fjärilsart som beskrevs av Diakonoff 1953. Rhomboceros barbata ingår i släktet Rhomboceros och familjen vecklare. Inga underarter finns listade i Catalogue of Life.